# 富山県新湊マリーナ
富山県新湊マリーナ（とやまけんしんみなとマリーナ）は、富山県射水市海竜新町2番地に所在するマリーナである。愛称は海竜マリンパーク（かいりゅうマリンパーク）。

## 沿革
2000年9月1日、2000年とやま国体夏季大会ヨット競技会場として完成。愛称の海竜マリンパークは、公募した661点の中から選定された。国体終了後に桟橋の増設工事を進め、2001年3月30日に一般供用開始式を行い、同年4月1日に一般供用を開始した。事業費は約85億円。
2008年2月23日、海の駅に富山県内で初めて登録された。

## 施設概要
※いずれも一般供用開始当時のもの。
- 陸地部分 - 24,600m2[2]
- クラブハウス - 1棟[1]
- 艇庫 - 1棟[1]
- 自走式クレーン - 1基[1]
- 船揚げ場 - 3レーン[1]